# Theodorus Gerardus Antonius Hendriksen

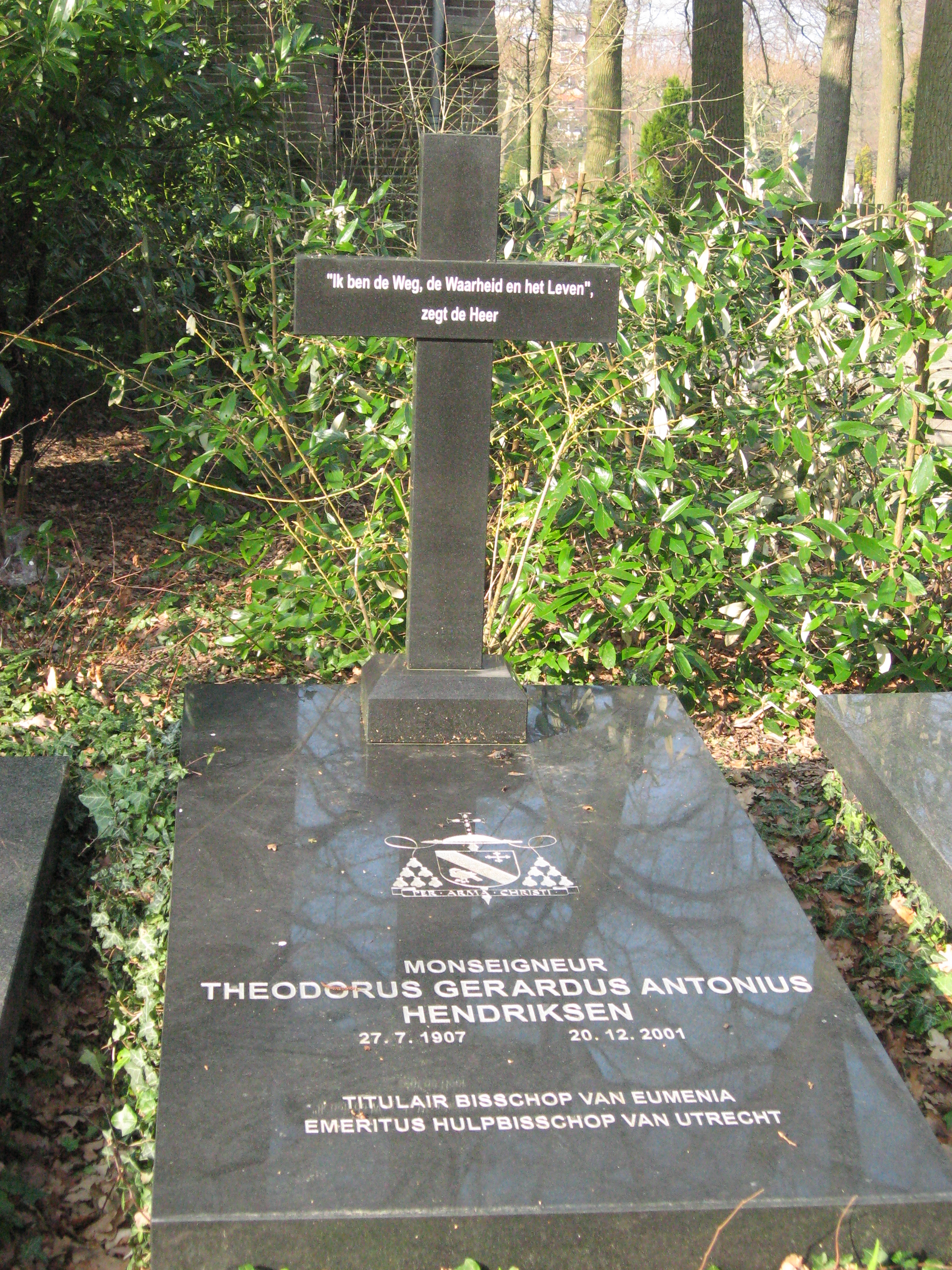
Grab

Theodorus Gerardus Antonius Hendriksen (* 27. Juli 1907 in Nieuw-Wehl; † 20. Dezember 2001 in Utrecht) war römisch-katholischer Weihbischof in Utrecht.

## Leben
Theodorus Gerardus Antonius Hendriksen empfing am 24. Juli 1932 die Priesterweihe.
Papst Johannes XXIII. ernannte ihn am 21. Januar 1961 zum Weihbischof in Utrecht und Titularbischof von Eumenia. Der Erzbischof von Utrecht, Bernard Jan Kardinal Alfrink, weihte ihn am 7. März desselben Jahres zum Bischof; Mitkonsekratoren waren eben Jozef Willem Maria Baeten, Bischof von Breda, und Martien Antoon Jansen, Bischof von Rotterdam.
Als Wahlspruch wählte er Per Arma Christi. Er nahm an allen Sitzungsperioden des Zweiten Vatikanischen Konzils teil. Von seinem Amt trat er am 9. September 1969 zurück.